# Ted Kroeze
Taeke Johan (Ted) Kroeze (Ermelo, 13 april 1920 – Apeldoorn, 2 december 1944) was een Nederlandse verzetsstrijder tijdens de Tweede Wereldoorlog.
Hij was student en was betrokken bij de Ordedienst, waarvoor hij verbindingen legde tussen het westen en andere delen van Nederland. Kroeze werd op 14 november 1944 bij een razzia in Apeldoorn opgepakt en daar op 2 december 1944 in de Koning Willem III kazerne gefusilleerd. Hij is begraven op het Nederlands ereveld Loenen bij Apeldoorn (vak A, nummer 938).
Bij Koninklijk Besluit Nr. 58 van 25 juli 1952 werd Kroeze postuum onderscheiden met het Verzetskruis 1940-1945. Zijn naam staat vermeld op de Erelijst van Gevallenen 1940-1945. Zijn naam wordt vermeld op een oorlogsmonument aan de Frankenlaan in Apeldoorn, in de omgeving van de Willem III-kazerne.